# Malaxis margaretae
Malaxis margaretae là một loài thực vật có hoa trong họ Lan. Loài này được (F.Br.) L.O.Williams mô tả khoa học đầu tiên năm 1938.